# 戦士たち―想像上のバレエへの音楽
『戦士たち 〜想像上のバレエ音楽』（せんしたち ～そうぞうじょうのバレエおんがく、英語：The Warriors, The Music to an Imaginary Ballet）は、オーストラリアの作曲家パーシー・グレインジャー (Percy Aldridge Grainger) による、管弦楽と3台のピアノのための作品である。

## 概要
1912年、ディアギレフ主宰のロシア・バレエ団の、イギリス公演のためのバレエ音楽として指揮者のトーマス・ビーチャムから委嘱され1913年から1916年にかけて着手した。ロシア・バレエ団がストラヴィンスキー作曲の「火の鳥」、「ペトルーシュカ」のバレエ公演を成功させた後、同じくストラヴィンスキーに「春の祭典」を委嘱した時期と重なる。しかし「戦士たち」の方は台本が完成せずにバレエ公演は実現しなかった。それでもグレインジャーは作曲を進め、「想像上のバレエへの音楽」として完成させた。
- 初演:1917年6月7日 (アメリカ、ノーフォーク音楽祭) 自身の指揮による。
- 出版:1926年。イギリスの作曲家ディーリアスに捧げられている。1922年には2台ピアノ6手版も書かれた。

演奏時間は20分程度だが、オーケストラは大規模、多彩な編成で、3台以上のピアノ (スコアの指示によると最低でも3台とされている) や、舞台裏の金管6重奏、様々な打楽器、旋律打楽器のセクションなどが指示されている。演奏に当たってはこれらの楽器群が、本体のオーケストラと、本体とは独立した2つの演奏グループに配置され、スコアの指示によると、この曲の演奏のためには指揮者のほかに2人の副指揮者が必要ということになっている。独立して配置されたグループは本体のオーケストラに関知しない独自のテンポ、音型パターンを奏し、スコアには「指揮者を無視して」や「両方の指揮者を無視して」などの大胆な指示が書かれている。
曲の内容は、さまざまな時代、さまざまな民族の男女による歓楽的な祝祭を描いている。
曲は8つのパートから成り、主題の一部は循環的に用いられている。